# Caucaia do Alto
Caucaia do Alto é um distrito do município brasileiro de Cotia, que integra a Região Metropolitana de São Paulo.

## História

### Origem
Conforme "Caucaia do Alto: subsídios para a história da região", por João Barcellos, Caucaia é hoje Distrito integrado ao Município de Cotia, a oeste do planalto de São Paulo dos Campos de Piratininga. Caucaia era tida, antigamente, como "terra de índios", segundo velhas crônicas do Seiscentos; e é serra "que se estende aos municípios de Itapecerica da Serra, Ibiuna, Cotia, sendo (...) prolongamento da Serra da Queixada (...), sistema orográfico da Serra do Mar".
O primeiro registro histórico sobre Caucaia, porque consta das terras pedidas por Calixto da Motta, e outros, em petição de 10 de Novembro de 1637, e nela se lê: "...lhes fizesse mercê de lhes dar a terra de Caucaia pelo caminho que vae da villa de São Paulo...", segundo o Vol. 1º do Livro das Sesmarias. Este registro demonstra mais uma vez que de um lado do Rio Cotia era o sertão itapecericano e do outro, pela campina do Caiapã, o sertão carapicuibano.
A aldeia de Caucaia foi assim um dos pontos avançados da boca-de-sertão assente na Acutia (do Koty=Moradia) pelos nativos Carijós e por isso denominada "terra de índios" pelos sertanejos, bandeirantes e jesuítas. Cortando o sistema da Serra do Mar, as terras daquele povoado nativo foram importantes no apoio à penetração dos europeus no sertão paulista e na abertura de novos roçados após as entradas pelos cursos dos rios.
Existindo uma Caucaia no litoral do Ceará, aldeia dos nativos potiguares, talvez o nome seja mesmo derivado de Caucaá, uma planta medicinal do Alto Amazonas. Entretanto, a Caucaia cotiana e paulista situava-se no sertão itapecericano, que compreendia Embu, sendo o mando religioso da Paróquia de Cotia. E como boca-do-sertão continuou o povoado nascido nas alturas serranas. Também, e por essa razão topográfica, o nome poderia ter saido das palavras kakuaá e kukaaikoé (do tupi guarani, em tudo idênticas ao falar Carijó), que significam enorme e grande, ou alto. Esta é uma suposição, mas acontece que não existe registro definido sobre a origem deste nome nativo.
A economia de Caucaia era relacionada à troca de mercadorias com a tropa, os vaqueiros e os sertanejos a volante, e ao envio de mantimentos para a Villa; ainda hoje a sua atividade principal é rural, com algumas indústrias não-poluentes surgindo na região; até a instalação do ramal ferroviário Mairinque-Santos, com estação na aldeia, não teve força para mudar a característica sertaneja do local.
A principal capela foi construída pela Irmandade da Conceição, pela técnica do pau-a-pique, nos últimos anos do setecentos; aí começa a aldeia propriamente dita. No início do último quartel do novecentos a aldeia foi descoberta/redescoberta pela imigração nipônica que a tornou importantíssimo pólo "hortifrutigranjeiro". A primeira escola foi criada em 1895, como consta dos anais da Câmara Municipal de Cotia, e teve como primeiro professor Rodolfo Rodrigues.

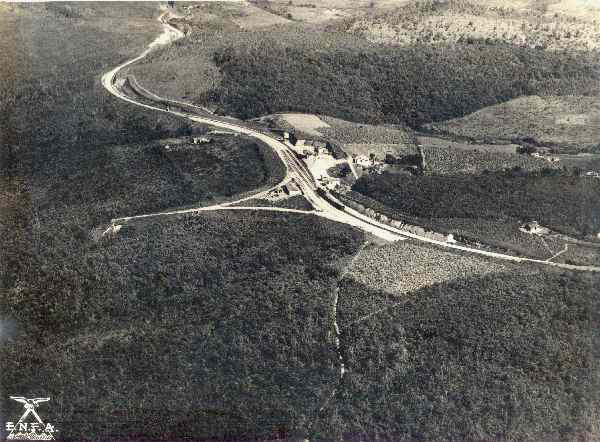
Vista aérea (1940).

Em 1931 foi inaugurada a Estação Ferroviária de Caucaia na Linha Mairinque-Santos da Estrada de Ferro Sorocabana. Por ser a estação mais alta do ramal ferroviário, com 936 metros de altitude, foi incorporado ao nome "Caucaia" o "do Alto".
Entre famílias tradicionais da região estão os Pereiras, os Ribeiros, os Nunes, os Dias, os Oliveiras, os Vieiras, os Camargos, os Godinhos, os Pires, os Silvas, os Duartes, entre outros.

### Toponímia
"Caucaia" é um termo derivado da língua tupi, e significa "mata queimada", através da junção dos termos ka'a ("mata") e kaî ("queimar").

### Formação administrativa
- Distrito criado pelo Decreto-Lei n° 14.334 de 30/11/1944, com o povoado do mesmo nome mais terras do distrito sede de Cotia[6].

### Pedidos de emancipação
O distrito tentou a emancipação político-administrativa e ser elevado à município, através de processo que deu entrada na Assembléia Legislativa do Estado de São Paulo no ano de 1990, mas no plebiscito realizado em 19/05/1991 a maioria dos eleitores preferiu que Caucaia do Alto continuasse como distrito, sendo o processo arquivado. Em 2013 entrou com outro pedido de emancipação, mas o processo encontra-se com a tramitação suspensa.

## Geografia

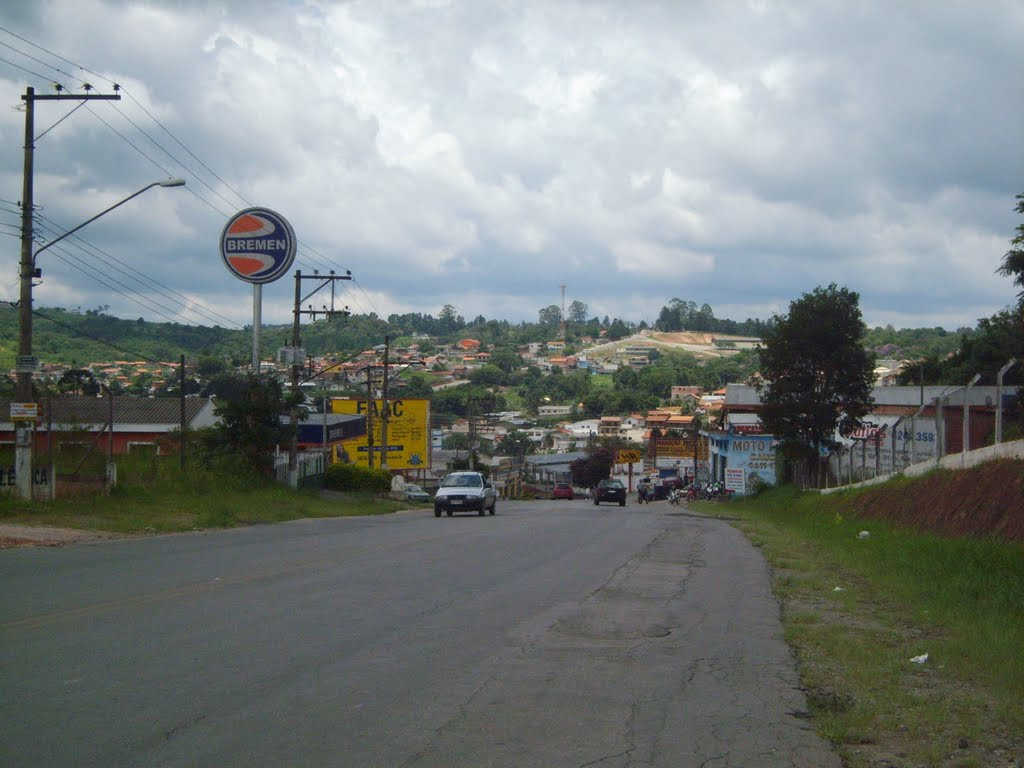
Aspecto local.

### Demografia

#### População urbana
| Crescimento população urbana | Crescimento população urbana | Crescimento população urbana | Crescimento população urbana |
| Censo                        | Pop.                         |                              | %±                           |
| ---------------------------- | ---------------------------- | ---------------------------- | ---------------------------- |
| 1950                         | 351                          |                              | —                            |
| 1960                         | 145                          |                              | −58,7%                       |
| 1970                         | 4 564                        |                              | 3 047,6%                     |
| 1980                         | 4 797                        |                              | 5,1%                         |
| 1991                         | 16 435                       |                              | 242,6%                       |
| 2000                         | 27 099                       |                              | 64,9%                        |
| 2010                         | 30 637                       |                              | 13,1%                        |
| Fonte: IBGE e Fundação SEADE |                              |                              |                              |

#### População total
Pelo Censo 2010 (IBGE) a população total do distrito era de 30 637 habitantes.

### Área territorial
A área territorial do distrito é de 164,119 km².

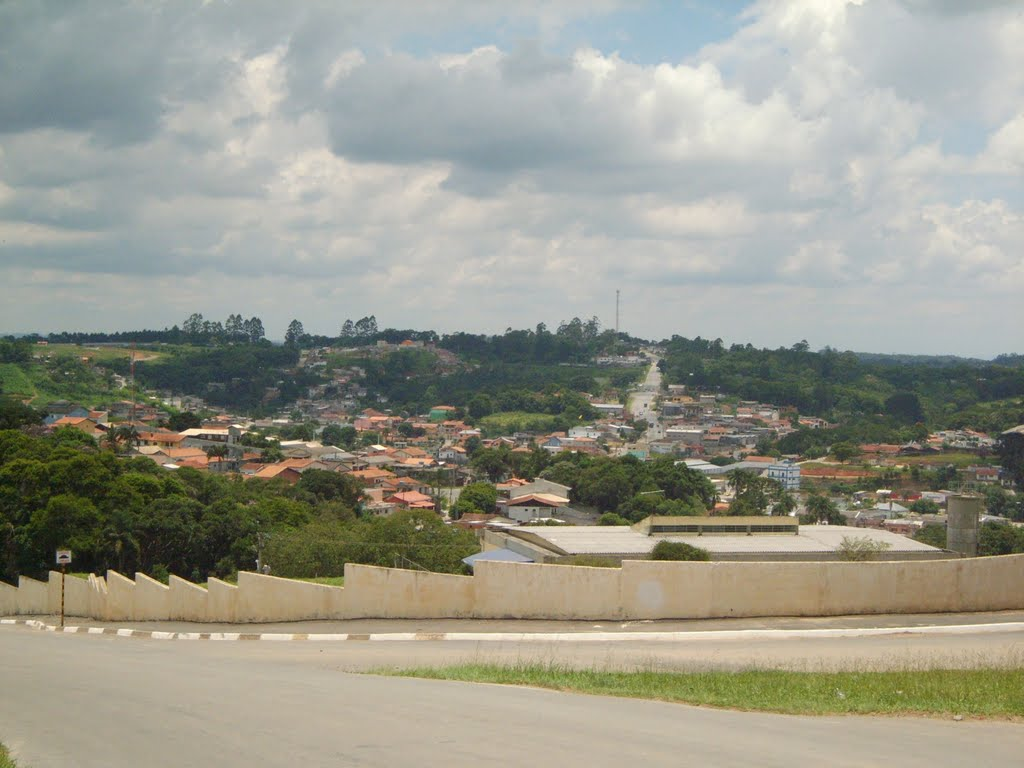
Aspecto local.

### Rodovias
O principal acesso à Caucaia do Alto fica no km 39 da Rodovia Raposo Tavares (SP-270). O distrito pode ser acessado também pela Rodovia Bunjiro Nakao (SP-250).

### Ferrovias
Pátio Caucaia do Alto (ZKW) da Linha Mairinque-Santos (Sorocabana), a ferrovia é operada atualmente pela Rumo Malha Paulista.

### Topografia
A topografia (vales e montanhas) propicia um clima excepcional dentro dos 177 km2 de área verde que tem a região, e que compreende parte da reserva florestal do Morro Grande e a bacia do rio Sorocamirim. A altitude máxima da serra é de 1074 m, convidando à prática de esportes como alpinismo, caminhadas, mountain bike (ciclismo de montanha), etc.

## Serviços públicos

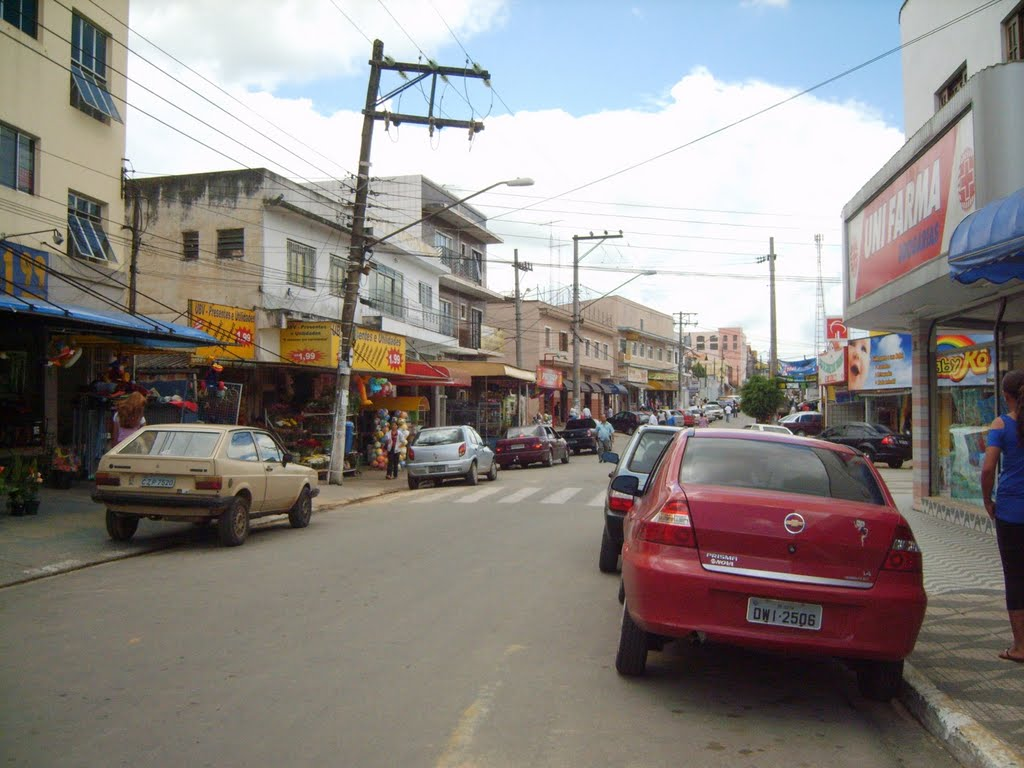
Aspecto local.

Apesar de ser considerado um tipo de "cidade dormitório" pelo fato da maioria de seus habitantes trabalhar em outra cidade, o distrito de Caucaia do Alto possui estrutura de cidade: abriga escolas, posto de saúde e uma base policial. A região possui estrutura básica e está em processo aberto de urbanização.

### Administração
A administração do distrito é feita pela Administração Regional - Caucaia do Alto.

### Registro civil
Atualmente é feito no próprio distrito, pois o Cartório de Registro Civil das Pessoas Naturais ainda continua ativo.

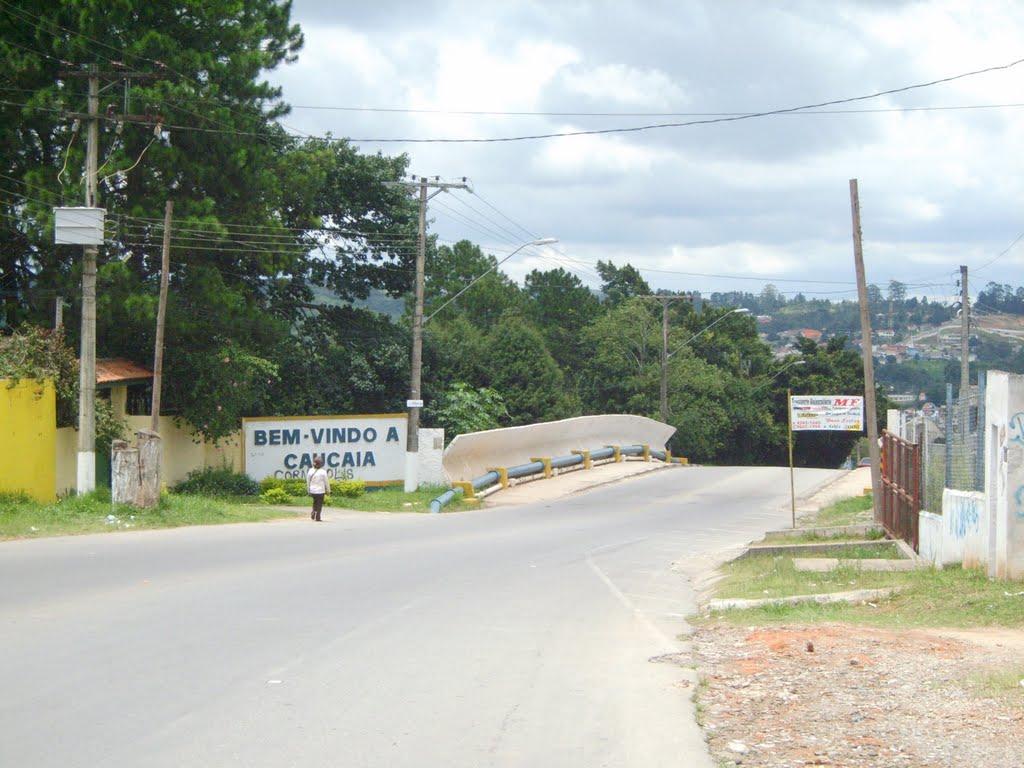
Estrada de Caucaia.

### Transportes
O distrito é atendido por várias linhas de ônibus, operadas pela EMTU e pela Viação Raposo Tavares.

### Saneamento
O serviço de abastecimento de água é feito pela Companhia de Saneamento Básico do Estado de São Paulo (SABESP).

### Energia
A responsável pelo abastecimento de energia elétrica é a Enel Distribuição São Paulo, antiga Eletropaulo.

### Telecomunicações
O sistema de telefones automáticos, assim como o sistema de discagem direta à distância (DDD) com o código de área (011), foram implantados pela Telecomunicações de São Paulo (TELESP).

## Cultura

### Festas
As festas tradicionais caucaianas são: a Romaria até Pirapora do Bom Jesus, que envolve milhares de peregrinos, Romaria a Aparecida do Norte, a celebração em honra da padroeira N. S. Imaculada Conceição, a Festa de N. S. de Fátima (na fazenda Nascimento) e a festa do agricultor; a que se junta o Baile do Cawboy e o Miss Cotia (organizações de Academia Energia).

## Religião

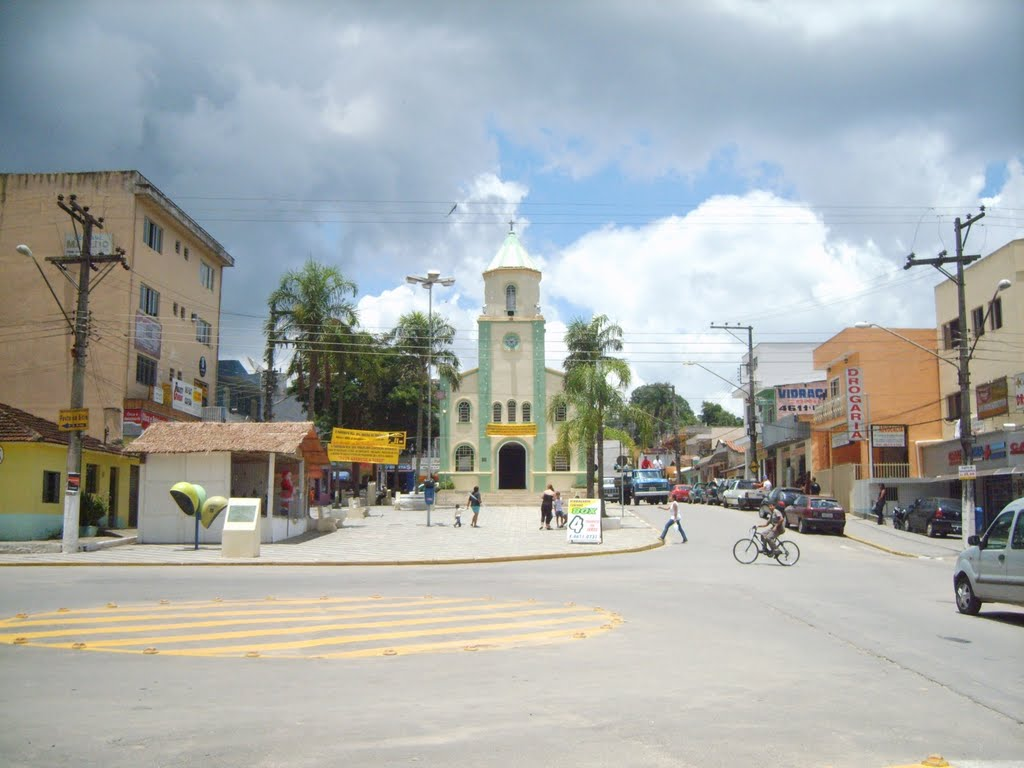
Igreja.

O Cristianismo se faz presente no distrito da seguinte forma:

### Igreja Católica
- A igreja faz parte da Diocese de Osasco[22].

### Igrejas Evangélicas
- Assembleia de Deus - O distrito possui congregação da Assembleia de Deus Ministério do Belém, Setor 57 - Caucaia do Alto[23][24].
- Congregação Cristã no Brasil[25].
- Igreja Presbiteriana do Brasil em Caucaia do Alto - IPCA